# Turián György
Turián György (Miskolc, 1930. április 27. – Grosshöflein, 1992. október 12.) Jászai Mari-díjas magyar színházrendező, színigazgató.

## Életpályája
1953-1958 között a Színház- és Filmművészeti Főiskola hallgatója volt, ahol színházrendezői diplomát szerzett. 1958-1962 között a Pécsi Nemzeti Színház tagja volt. 1962-1966 között a veszprémi Petőfi Színház főrendezője, majd igazgatója volt (1964-1966). 1966-1973 között a kecskeméti Katona József Színház főrendezője volt. 1973-tól a Magyar Rádió rendezőjeként, majd vezető rendezőjeként dolgozott. Többször rendezte a Savaria történelmi karnevált, a nagyvázsonyi lovasjátékokat és a visegrádi palotajátékokat. 1992-ben Ausztriában hunyt el autóbaleset következtében.

## Főbb rendezései
- Shakespeare: Szentivánéji álom
- Shaw: Az ördög cimborája
- Oscar Wilde: Hazudj igazat
- Oscar Wilde: Bunbury
- Feydeau: Osztrigás Mici
- Tolsztoj: Anna Karenina
- Dosztojevszkij: Bűn és bűnhődés
- Rose: 12 dühös ember
- Madách Imre: Mózes
- Katona József: Bánk bán
- Vörösmarty Mihály: Csongor és Tünde
- Szigligeti Ede: Liliomfi
- Molnár Ferenc: Olympia
- Illyés Gyula: Dózsa György
- Galgóczi Erzsébet: A főügyész felesége
- Gárdonyi Géza: A bor
- Lehár: A mosoly országa
- Eisemann: Én és a kisöcsém
- Eisemann: Bástyasétány 77
- Katajev: Magányos fehér vitorla
- Babay József: Három szegény szabólegény
- Turián György: A varázspálca

## Díjai és kitüntetései
- Jászai Mari-díj (1984)